# Dreptate pentru toți
Dreptate pentru toți (în engleză ...And Justice for All) este un film din 1979 regizat de Norman Jewison. Din distribuție fac parte Al Pacino, Jack Warden, Lee Strasberg, Jeffrey Tambor, Christine Lahti, Craig T. Nelson și Thomas G. Waites. Filmul a fost ultimul al actorului Sam Levene în vârstă de 75 de ani. Filmul a fost scris de Valerie Curtin și Barry Levinson.
Filmul include celebra scenă în care Kirkland strigă la judecătorul Rayford , "You're out of order!You're out of order!The whole trial is out of order!They're out of order!" Scena finală din sala de judecată a fost filmată într-o singură dublă. Filmul prezintă multe scene din Baltimore.
Dreptate pentru toți a primit două nominalizări la Premiul Oscar pentru Cel mai Bun Actor (Pacino) și pentru Cel mai Bun Scenariu Original (Curtin și Levinson). Pacino a primit de asemenea o nominalizare la Premiile Globul de Aur pentru prestația sa. A fost al doilea film în care Pacino a fost nominalizat la aceste premii și în care a jucat alături de profesorul său de actorie Lee Strasberg, celălalt film fiind Nașul Partea a II-a.
"Dreptate pentru toți este un film comic și totodată tragic... Nu numai din pricina a ceea ce se vede ci și din cauza a ceea ce se aude. Este un film de care Norman Jewison ar trebui să fie mândru că l-a făcut. Atuul său cel mai important este Al Pacino în rolul avocatului. Nenorocirea lui este că-i pasă de clienți și că-i pasă de societatea în care trăiește. De asemenea îi pasă că trebuie să apere pe cineva despre care știe că e vinovat. Activitatea îi este stânjenită de sistemul în care e obligat să lucreze. Al Pacino e singurul care își păstrează cumpătul când ceilalți o iau razna și singurul care unifică amestecul de intenții și de stiluri ale filmului." - Robert Zarkin - 1980 (Films and Filming).

## Distribuție
- Al Pacino . . . . . Arthur Kirkland
- John Forsythe . . . . . Judecătorul Henry T. Fleming
- Christine Lahti . . . . . Gail Packer
- Jack Warden . . . . . Judecătorul Francis Rayford
- Lee Strasberg . . . . . Sam Kirkland
- Jeffrey Tambor . . . . . Jay Porter
- Sam Levene . . . . . Arnie
- Robert Christian . . . . . Ralph Agee
- Thomas G. Waites . . . . . Jeff McCullaugh
- Larry Bryggman . . . . . Warren Fresnell
- Dominic Chianese . . . . . Carl Travers
- Craig T. Nelson . . . . . Frank Bowers
- Victor Arnold . . . . . Leo Fasci
- Vincent Beck . . . . . Ofițerul Leary
- Bonita Cartwright . . . . . femeia din mașină
- Michael Gorrin . . . . . omul în vârstă

## Nominalizări

### Premiul Oscar
- Premiul Oscar pentru cel mai bun actor - Al Pacino
- Premiul Oscar pentru cel mai bun scenariu original - Valerie Curtin, Barry Levinson

### Premiul Globul de Aur
- Premiul Globul de Aur pentru cel mai bun actor (dramă) - Al Pacino